# Geteilte Weihnacht
Geteilte Weihnacht (Originaltitel: Christmas Getaway) ist eine US-amerikanische Weihnachtsromanze von Mel Damski aus dem Jahr 2017. Der Film wurde von Hallmark Entertainment für die Reihe der Hallmark Channel Original Movies produziert.

## Handlung
Eigentlich hatte die Reiseführerautorin Emory Blake vor, Weihnachten entspannt und allein zu Hause zu verbringen. Aber ihre Chefin hat noch kurzfristig einen Auftrag für sie, der gerade gut passt und Weihnachten in den Bergen beschreiben soll, sodass sie sich eine Schneehütte in Pine Grove mietet. Fatalerweise wurde die Hütte jedoch doppelt vermietet und so muss sie sich mit dem verwitweten Anwalt Scott auseinandersetzen, der die gleiche Unterkunft für sich, seine Mutter und seine Tochter Katy gebucht hat. 
Da Emory gegen einen allein erziehenden Vater die schlechteren Argumente hat und keine andere Ferienhütte mehr frei ist, will sie notgedrungen zurück nach San Francisco fahren. Doch gerade wütet ein Schneesturm und als ihr Wagen bei den kühlen Temperaturen nicht anspringt, willigt Scott ein, sie mit in „seiner“ recht geräumigen Hütte unterzubringen. Emory nutzt auch gleich den nächsten Tag, um an ihrem neuen Artikel zu arbeiten, während Katy staunt, was Emory so alles von ihren Reisen berichten kann. Katys Weihnachtsliste kommt Emory insofern gelegen, als das Mädchen alles aufgeschrieben hat, was sie diese Weihnachten machen möchte. Und das kann Emory sehr gut in ihren Bericht einbauen. Die Liste reicht vom Fällen des eigenen Weihnachtsbaums über Lebkuchenhaus basteln, Plätzchen backen, Lichterketten aufhängen bis hin zu Schlittschuhlaufen und Schneemann bauen.
Inzwischen trifft auch Scotts Mutter ein, die von Emory ganz angetan ist, wünscht sie sich doch so sehr, Scott würde sich nach dem Tod seiner Frau wieder mehr öffnen. Doch zwischen Scott und Emory herrscht eine nüchterne Sachlichkeit, was sich allerdings ändert, je mehr Zeit sie miteinander verbringen. Trotzdem zögern beide, sich das auch einzugestehen, und so reist Emory ohne großen Abschied ab. 
Als sie es sich dann doch anders überlegt und zurückfahren will, streikt erneut ihr Wagen. Scott erfährt davon und macht sich auf, um sie zu suchen. Sie sprechen sich endlich aus und gestehen einander ihre Liebe. So wird dies nicht nur für Katy, sondern auch für Emory und Scott „das beste Weihnachten aller Zeiten.“

## Hintergrund
Die Dreharbeiten erfolgten in Vancouver in der Provinz British Columbia in Kanada.

## Kritik
Die Kritiker der Fernsehzeitschrift TV Spielfilm meinten: „Hallmark-TV, wie man es kennt..“ Oder anders: „So zuckrig-pappig wie ein Marshmallow.“
Filmdienst.de schrieb ähnlich: „Harmlos-sympathischer Festtags-Liebesfilm, der kaum Verwicklungen bemüht, sondern im Wesentlichen aus einer Abfolge süßlicher Weihnachtsimpressionen besteht und den zusammenführenden Charakter des Festes betont.“